# Річард Мерфі
Річард Фредерік Мерфі, або Дік Мерфі (англ. Richard Frederick "Dick" Murphy; 14 листопада 1931 — 8 серпня 2023) — американський академічний веслувальник. Олімпійський чемпіон (1952).

## Життєпис
Річард Мерфі народився 14 листопада 1931 року в штаті Нью-Джерсі, США. Займатись академічним веслуванням розпочав під час навчання у Військово-морській академії.
На літніх Олімпійських іграх 1952 року в Гельсінкі (Фінляндія) став олімпійським чемпіоном у складі вісімки (з результатом 6:25.9). Після закінчення академії у 1954 році став офіцером ВПС США. Після вислуги необхідного терміну звільнився у званні старшого лейтенанта.